# Kleinmölsen
Kleinmölsen é um município da Alemanha localizado no distrito de Sömmerda, estado da Turíngia.
Pertence ao Verwaltungsgemeinschaft de Gramme-Aue.